# Svartsjön (Tiveds socken, Västergötland, 651174-142922)
Svartsjön är en sjö i Laxå kommun i Västergötland och ingår i Motala ströms huvudavrinningsområde. Svartsjön ligger i Tivedens nationalpark (västra) Natura 2000-område.